# Stjernøya
Stjernøya (płn.-lap. Stierdná) − wyspa w okręgu Finnmark, na północy Norwegii. Powierzchnia wyspy wynosi 231 km². Od lądu stałego oddziela ją cieśnina Stjernsunden, a jej najwyższym szczytem jest Kjerringa (960 m n.p.m.).